# Pelagonijai körzet

A Pelagonijai körzet elhelyezkedése

A Pelagonijai körzet (macedónul Пелагониски Регион, azaz Pelagoniszki region) közigazgatási egység Észak-Macedónia déli részén. Központja és legnagyobb városa Bitola, mely egyben az ország második legnépesebb városa a fővárost, Szkopjét követően. Nevét az ókori pelagon népről elnevezett Pelagonia régióról kapta, ami a Crna Reka völgyében helyezkedett el.

## Községek
- Bitola
- Demir Hiszar
- Dolneni
- Krivogastani
- Krusevo (Macedónia)
- Mogila
- Novaci
- Prilep
- Reszen

## Népesség
A Pelagonijai körzet népessége 1994-ben 214 709 fő, 2002-ben 238 136 fő, ami emelkedést mutat.
A 2002-es összeírás szerint a 238 136 fős összlakosságból 204 471 macedón (85,9%), 11 634 albán (4,9%), 7 230 cigány, 7 150 török, 2 380 bosnyák, 2 307 vlach, 713 szerb, 2 251 egyéb.
A macedónok mindegyik községben többségben vannak, arányszámuk  községenként a következőképp alakul:
- Bitola: 88,71%
- Demir Hiszar: 96,65%
- Dolneni: 35,9%
- Krivogastani: 99,61%
- Krusevo (Macedónia): 62,8%
- Mogila: 95,86%
- Novaci: 98,34%
- Prilep: 92,35%
- Reszen: 76,07%

Az albánok aránya Dolneni (26,65%), Krusevo (21,32%) és Reszan (9,1%) községek területén a legmagasabb.
A törökök főleg Dolneniben (19,14%) és Reszanban (10,7%) élnek.